# Bürgermeisterei Hillesheim
Die Bürgermeisterei Hillesheim war eine von ursprünglich zwölf preußischen Bürgermeistereien, in die sich der 1816 neu gebildete Kreis Daun im Regierungsbezirk Trier verwaltungsmäßig gliederte. Von 1822 an gehörte sie zur Rheinprovinz. Der Verwaltung der Bürgermeisterei unterstanden zehn Gemeinden. Der Verwaltungssitz war im namensgebenden Flecken Hillesheim. Heute liegen die zugehörenden Gemeinden im Landkreis Vulkaneifel in Rheinland-Pfalz.
Ende 1927 wurde die Bürgermeisterei Hillesheim in Amt Hillesheim umbenannt, es bestand bis 1968.

## Gemeinden und zugehörende Ortschaften
Zur Bürgermeisterei Hillesheim gehörten zehn Gemeinden (Einwohnerzahlen und Anzahl der Haushalte (Feuerstellen) Stand 1818):
- Bolsdorf (168 Einwohner, 23 Haushalte; seit 1974 Stadtteil von Hillesheim)
- Dohm mit dem Dorf Lammersdorf (140 Einwohner, 23 Haushalte; heute Dohm-Lammersdorf)
- Heyroth (60 Einwohner, 11 Haushalte; seit 1968 Ortsteil von Üxheim)
- Hillesheim mit drei Mühlen (595 Einwohner, 95 Haushalte)
- Loogh mit der Looghermühle (27 Einwohner, 5 Haushalte; seit 1969 Ortsteil von Kerpen (Eifel))
- Niederbettingen (114 Einwohner, 16 Haushalte; seit 1974 Stadtteil von Hillesheim)
- Oberehe (176 Einwohner, 36 Haushalte; seit 1970 Ortsteil von Oberehe-Stroheich)
- Stroheich (140 Einwohner, 24 Haushalte; seit 1970 Ortsteil von Oberehe-Stroheich)
- Walsdorf (348 Einwohner, 58 Haushalte)
- Zilsdorf (75 Einwohner, 12 Haushalte; seit 1974 Ortsteil von Walsdorf)

## Geschichte
Bis zum Ende des 18. Jahrhunderts gehörten Bolsdorf und Hillesheim zum kurtrierischen Amt Hillesheim, Oberehe, Stroheich und ein Teil von Walsdorf zum kurtrierischen Amt Daun. Heyroth, Loogh, Zilsdorf und der andere Teil von Walsdorf gehörten zur arenbergischen Herrschaft Kerpen. Niederbettingen gehörte zu Grafschaft Gerolstein und Dohm zur luxemburgischen Herrschaft Densborn.
Im Jahr 1794 hatten französische Revolutionstruppen das Linke Rheinufer besetzt. Nach dem Frieden von Campo Formio (1797) wurde von der französischen Direktorialregierung die damals neue französische Verwaltungsstruktur eingeführt (1798). Mit Ausnahme von Dohm und Lammersdorf gehörten alle Ortschaften der späteren Bürgermeisterei Hillesheim zum Kanton Gerolstein im Departments der Saar, Hillesheim wurde im Jahr 1800 Hauptort (chef-lieu) einer Mairie. Dohm und Lammersdorf gehörten seit 1795 zum Kanton Dudeldorf im Departement Wälder. Infolge der sogenannten Befreiungskriege wurde die Region 1814 vorläufig dem Generalgouvernement Mittelrhein, dann dem Generalgouvernement Nieder- und Mittelrhein unterstellt.
Auf dem Wiener Kongress (1815) wurde die gesamte Eifel dem Königreich Preußen zugeteilt. Unter der preußischen Verwaltung wurden im Jahr 1816 Regierungsbezirke und Kreise neu gebildet, linksrheinisch behielt Preußen in der Regel die Verwaltungsbezirke der französischen Mairies vorerst bei. Die Bürgermeisterei Hillesheim entsprach der vorherigen Mairie Hillesheim unter Einbeziehung der Dörfer Dohm und Lammersdorf aus dem Wälderdepartement. Die Bürgermeisterei Hillesheim gehörte zum Kreis Daun im Regierungsbezirk Trier und ab 1822 zur Rheinprovinz.
Die Bürgermeisterei Hillesheim wurde Ende 1927, so wie alle Landbürgermeistereien in der Rheinprovinz, aufgrund des preußischen Gesetzes über die Regelung verschiedener Punkte des Gemeindeverfassungsrechts vom 27. Dezember 1927 in „Amt Hillesheim“ umbenannt. Das Amt bestand bis zum 1. Oktober 1968, Rechtsnachfolger wurde die mittlerweile aufgelöste Verbandsgemeinde Hillesheim.

## Statistiken
Nach einer „Topographisch-Statistischen Beschreibung der Königlich Preußischen Rheinprovinzen“ aus dem Jahr 1830 gehörten zur Bürgermeisterei Hillesheim ein Flecken neun Dörfer und ein Weiler. Im Jahr 1818 wurden insgesamt 1,843 Einwohner in 303 Haushalten gezählt, 1828 waren es 2.125 Einwohner, alle gehörten dem katholischen Glauben an. Katholische Pfarrkirchen bestanden in Hillesheim, Niederbettingen, Oberehe und Walsdorf.
Weitere Details entstammen dem „Gemeindelexikon für das Königreich Preußen“ aus dem Jahr 1888, das auf den Ergebnissen der Volkszählung vom 1. Dezember 1885 basiert. Im Verwaltungsgebiet der Bürgermeisterei Hillesheim lebten insgesamt 2.961 Einwohner in 546 Häusern und 581 Haushalten; 2.948 der Einwohner waren katholisch und 13 evangelisch.
Die Gesamtfläche der zur Bürgermeisterei gehörigen Gemeinden betrug 5.023 Hektar, davon waren 2.453 Hektar Ackerland, 631 Hektar Wiesen und 1.274 Hektar Wald (Stand 1885).